# Hardwell
Hardwell, artiestennaam van Robbert van de Corput (Breda, 7 januari 1988), is een Nederlandse diskjockey en muziekproducent. Hij is vooral actief in het maken van dance, hardstyle en house. In 2013 en 2014 stond hij op nummer 1 in de top 100-dj-lijst van DJ Magazine. Hardwell is vooral bekend om zijn sets op muziekfestivals, waaronder Ultra Music Festival, Sunburn en Tomorrowland.
Hardwell kreeg voor het eerst erkenning in 2009 voor zijn bootleg van "Show Me Love vs. Be". In 2010 richtte hij het platenlabel Revealed Recordings op en in 2011 een radioshow en podcast Hardwell On Air. Hij heeft 10 compilatiealbums uitgebracht via zijn label, evenals een documentaire. Zijn debuut studioalbum, United We Are, kwam uit in 2015.

## Loopbaan
Hardwell studeerde aan de rockacademie van Fontys Hogeschool voor de Kunsten.
Hardwell bracht in 2011 samen met Tiësto het nummer Zero 76 uit, verwijzend naar het kengetal van Breda (076). Op 27 april 2013 begon hij in de Heineken Music Hall zijn wereldtournee. Niet veel later werd hij door het Britse DJ Magazine uitgeroepen tot 's werelds beste dj. Op 15 november 2014 sloot hij zijn eerste wereldtournee af met een grootse show op het Madison Square Garden in New York.
Sinds 3 april 2014 is Hardwell ambassadeur van dance4life. Ook werd hij door het Britse magazine DJ Magazine op 19 oktober 2014 voor de tweede keer uitgeroepen tot 's werelds beste dj. Op 24 januari 2015 begon hij in de Ziggo Dome in Amsterdam aan zijn tweede wereldtournee, genaamd "United We Are". In 2016 behaalde Hardwell een hit met 'Perfect World' dat hij schreef voor Voice of Holland winnares Maan. Op 18 december 2016 sloot hij het Glazen Huis van de jaarlijkse 3FM-benefietactie Serious Request op de Grote Markt in Breda. Daarna trapte hij de actie af met een live-set op het dak van het Glazen Huis.
Op 7 september 2018 kondigde Hardwell aan dat hij voor onbepaalde tijd stopt als dj-producer. Zijn laatste optreden was in de Ziggo Dome met zijn eigen feest samen met het Metropole Orkest.
In oktober 2019 deed Hardwell mee aan het vierde seizoen van de online-televisieserie Het Jachtseizoen van StukTV, waarin hij wist te ontsnappen.
Na 3 jaar kwam Hardwell terug en kondigde hij een tour en een nieuw album aan, zijn eerste optreden sinds maanden was bij Ultra Miami 2022.
Op 8 juli 2023 werd hij tijdens Breda Live 2023 benoemd tot ereburger van de stad Breda door burgemeester Paul Depla.

## Erkenning

### DJ MagazineTop 100
Het Britse blad DJ Mag publiceert ieder jaar de lijst met de 100 populairste internationale dj's, gekozen door het publiek. De resultaten van Hardwell in deze lijst waren:
| Jaar      | 2011        | 2012                | 2013               | 2014 | 2015           | 2016           | 2017           | 2018            | 2019              | 2020              | 2021      | 2022     | 2023               |
| --------- | ----------- | ------------------- | ------------------ | ---- | -------------- | -------------- | -------------- | --------------- | ----------------- | ----------------- | --------- | -------- | ------------------ |
| Plaats    | 24          | 6                   | 1                  | 1    | 2              | 3              | 4              | 3               | 12                | 17                | -         | 43       | 37                 |
| Opmerking | binnenkomer | 18 plekken gestegen | 5 plekken gestegen | -    | 1 plek gedaald | 1 plek gedaald | 1 plek gedaald | 1 plek gestegen | 9 plekken gedaald | 5 plekken gedaald | geen plek | Re-entry | 6 plekken gestegen |

## Discografie

### Albums
| Album met eventuele hitnotering(en) in de Nederlandse Album Top 100 | Datum van verschijnen | Datum van binnenkomst | Hoogste positie | Aantal weken | Opmerkingen |
| ------------------------------------------------------------------- | --------------------- | --------------------- | --------------- | ------------ | ----------- |
| I am Hardwell                                                       | 22-11-2013            | 23-11-2013            | 98              | 1            |             |
| United We Are                                                       | 23-01-2015            | 31-01-2015            | 1(1wk)          | 22           |             |
| United We Are - remixed                                             | 03-12-2015            | 12-12-2015            | 44              | 3            |             |

### Singles
| Single met eventuele hitnotering(en) in de Nederlandse Top 40 | Datum van verschijnen | Datum van binnenkomst | Hoogste positie | Aantal weken | Opmerkingen                                                 |
| ------------------------------------------------------------- | --------------------- | --------------------- | --------------- | ------------ | ----------------------------------------------------------- |
| Never Knew Love                                               | 2007                  | 19-01-2008            | 32              | 3            | met Greatski / Nr. 40 in de Single Top 100                  |
| Mrkrstft                                                      | 2008                  | -                     |                 |              | met Rehab / Nr. 38 in de Single Top 100                     |
| Enigma                                                        | 2008                  | -                     |                 |              | Nr. 88 in de Single Top 100                                 |
| Alright 2010                                                  | 12-07-2010            | 07-08-2010            | tip7            | -            | met Red Carpet                                              |
| Zero 76                                                       | 2011                  | 26-03-2011            | tip2            | -            | met Tiësto / Nr. 19 in de Single Top 100                    |
| Encoded                                                       | 2011                  | 11-06-2011            | tip18           | -            |                                                             |
| Cobra (Official Energy anthem 2012)                           | 10-10-2011            | 04-02-2012            | 35              | 4            | Nr. 51 in de Single Top 100                                 |
| Call Me a Spaceman                                            | 2012                  | 09-06-2012            | 33              | 4            | met Mitch Crown / Nr. 34 in de Single Top 100               |
| How We Do                                                     | 2012                  | 22-09-2012            | tip7            | -            | met Showtek / Nr. 91 in de Single Top 100                   |
| Apollo                                                        | 2012                  | 26-01-2013            | 26              | 5            | met Amba Shepherd / Nr. 46 in de Single Top 100             |
| Alive (Hardwell remix)                                        | 2013                  | 08-06-2013            | tip1            | -            | met Krewella                                                |
| Never Say Goodbye                                             | 2013                  | 29-06-2013            | tip14           | -            | met Dyro & Bright Lights                                    |
| Man with the Red Face (Hardwell remix)                        | 2013                  | 19-10-2013            | 34              | 3            | met Mark Knight & Funkagenda / Nr. 55 in de Single Top 100  |
| Countdown                                                     | 2013                  | 09-11-2013            | 31              | 3            | met MAKJ / Nr. 41 in de Single Top 100                      |
| Dare You                                                      | 13-11-2013            | 30-11-2013            | 31              | 3            | met Matthew Koma / Nr. 40 in de Single Top 100              |
| Everybody Is in the Place                                     | 07-04-2014            | 19-04-2014            | tip3            | -            |                                                             |
| Arcadia                                                       | 2014                  | 09-08-2014            | tip20           | -            | met Joey Dale & Luciana                                     |
| Young Again                                                   | 2014                  | 01-11-2014            | 22              | 6            | met Chris Jones / Goud Nr. 23 in de Single Top 100          |
| Don't Stop the Madness                                        | 2014                  | 03-01-2015            | tip27           | -            | met W&W & Fatman Scoop                                      |
| Sally                                                         | 2015                  | 17-01-2015            | tip1            | -            | met Harrison / Nr. 56 in de Single Top 100                  |
| Echo                                                          | 2015                  | 04-04-2015            | tip5            | -            | met Jonathan Mendelsohn                                     |
| Follow Me                                                     | 2015                  | 06-06-2015            | tip2            | -            | met Jason Derulo / Nr. 99 in de Single Top 100              |
| Birds Fly                                                     | 2015                  | 12-09-2015            | tip22           | -            | met Mr. Probz                                               |
| Off the Hook                                                  | 2015                  | 19-09-2015            | tip23           | -            | met Armin van Buuren                                        |
| Baron 1898 (Hardwell remix)                                   | 2015                  | 30-06-2015            | -               | -            | met René Merkelbach (Efteling)                              |
| Mad World                                                     | 2015                  | 10-10-2015            | tip1            | -            | met Jake Reese / Nr. 78 in de Single Top 100                |
| Perfect World                                                 | 29-01-2016            | 13-02-2016            | 31              | 5            | met Maan / Alarmschijf / Nr. 25 in de Single Top 100        |
| Run Wild                                                      | 2016                  | 05-03-2016            | tip3            | -            | met Jake Reese                                              |
| No Holding Back                                               | 2016                  | 20-08-2016            | tip11           | -            | met Craig David                                             |
| Thinking About You                                            | 2016                  | 03-12-2016            | 34              | 5            | met Jay Sean / Nr. 100 in de Single Top 100                 |
| Creatures of the Night                                        | 2017                  | 20-05-2017            | 30              | 2            | met Austin Mahone / Nr. 99 in de Single Top 100             |
| Power                                                         | 2017                  | 08-01-2018            | 27              | 6            | met Kshmr / Nr. 97 in de Single Top 100                     |
| Ze willen mee                                                 | 2018                  | 14-04-2018            | 14              | 5            | met Bizzey, Lil'Kleine & Chivv / Nr. 4 in de Single Top 100 |
| This Is Love                                                  | 2018                  | 28-09-2018            | tip10           | -            | met Kaaze & Loren Allred                                    |
| How You Love Me                                               | 2018                  | 15-12-2018            | tip2            | -            | met Conor Maynard & Snoop Dogg                              |
| Summer Air                                                    | 2019                  | 15-06-2019            | tip7            | 7            | met Trevor Guthrie                                          |

| Single met hitnotering(en) in de Vlaamse Ultratop 50 | Datum van verschijnen | Datum van binnenkomst | Hoogste positie | Aantal weken | Opmerkingen                    |
| ---------------------------------------------------- | --------------------- | --------------------- | --------------- | ------------ | ------------------------------ |
| Zero 76                                              | 2011                  | 26-03-2011            | tip32           | -            | met Tiësto                     |
| Spaceman                                             | 2012                  | 02-06-2012            | tip5            | -            |                                |
| Apollo                                               | 2012                  | 29-12-2012            | tip21           | -            | met Amba Shepherd              |
| Man with the Red Face (Hardwell Remix)               | 2013                  | 21-09-2013            | tip51           | -            | met Mark Knight & Funkagenda   |
| Countdown                                            | 2013                  | 02-11-2013            | 28              | 4            | met MAKJ                       |
| Dare You                                             | 2013                  | 07-12-2013            | 13              | 8            | met Matthew Koma               |
| Everybody Is in the Place                            | 2014                  | 26-04-2014            | tip42           | -            |                                |
| Arcadia                                              | 2014                  | 30-08-2014            | tip75           | -            | met Joey Dale & Luciana        |
| Young Again                                          | 2014                  | 01-11-2014            | tip18           | -            | met Chris Jones                |
| Don't Stop the Madness                               | 2014                  | 17-01-2015            | tip48           | -            | met W&W & Fatman Scoop         |
| Sally                                                | 2015                  | 24-01-2015            | tip36           | -            | met Harrison                   |
| Echo                                                 | 2015                  | 25-04-2015            | tip29           | -            | met Jonathan Mendelsohn        |
| Follow Me                                            | 2015                  | 04-07-2015            | tip56           | -            | met Jason Derulo               |
| Off the Hook                                         | 2015                  | 10-10-2015            | tip51           | -            | met Armin van Buuren           |
| Mad World                                            | 2015                  | 31-10-2015            | tip37           | -            | met Jake Reese                 |
| Run Wild                                             | 2016                  | 06-03-2016            | tip             | -            | met Jake Reese                 |
| No Holding Back                                      | 2016                  | 03-09-2016            | tip             | -            | met Craig David                |
| Thinking About You                                   | 2016                  | 29-10-2016            | tip46           | -            | met Jay Sean                   |
| Creatures of the Night                               | 2017                  | 03-06-2017            | tip             | -            | met Austin Mahone              |
| Power                                                | 2017                  | 07-10-2017            | tip             | -            | met KSHMR                      |
| Unity                                                | 2018                  | 28-07-2018            | tip             | -            | met Dimitri Vegas & Like Mike  |
| How You Love Me                                      | 2018                  | 15-12-2018            | tip             | -            | met Conor Maynard & Snoop Dogg |
| Summer Air                                           | 2019                  | 15-06-2019            | tip             | -            | met Trevor Guthrie             |

### Dvd's
| Dvd's met hitnoteringen in de Nederlandse DVD Music Top 30 | Datum van verschijnen | Datum van binnenkomst | Hoogste positie | Aantal weken | Opmerkingen |
| ---------------------------------------------------------- | --------------------- | --------------------- | --------------- | ------------ | ----------- |
| I am Hardwell                                              | 2013                  | 30-11-2013            | 4               | 58           |             |
| Living the dream                                           | 2016                  | 05-03-2016            | 1(1wk)          | 14           |             |

- Bibliothèque nationale de France: cb165704174 (data)
- Gemeinsame Normdatei: 1047064189
- International Standard Name Identifier: 0000 0004 2637 7500
- Library of Congress Control Number: no2014107880
- MusicBrainz: b2bbcdc0-4243-4a8a-b980-7f6884f8f1ec
- Nationale Bibliotheek van Tsjechië: xx0149109
- Virtual International Authority File: 306282250